# Prescott (Ontario)
Prescott es un pueblo canadiense situado en la provincia de Ontario.

## Superficie
Prescott tiene una superficie de 4,94 km².

## Demografía
En 2021, tenía 4078 habitantes, una densidad poblacional de 826 hab./km², y 1993 viviendas.